# Індіанола (Айова)
Індіанола (англ. Indianola) — місто (англ. city) в США, в окрузі Воррен штату Айова. Населення — 15 833 особи (2020).

## Географія
Індіанола розташована за координатами 41°21′45″ пн. ш. 93°33′57″ зх. д. / 41.36250° пн. ш. 93.56583° зх. д. (41.362378, -93.565893). За даними Бюро перепису населення США в 2010 році місто мало площу 29,13 км², уся площа — суходіл.

## Демографія
Згідно з переписом 2010 року, у місті мешкали 14 782 особи в 5477 домогосподарствах у складі 3579 родин. Густота населення становила 507 осіб/км². Було 5893 помешкання (202/км²).
Расовий склад населення:
| - 96,9 % — білих - 0,7 % — азіатів - 0,5 % — чорних або афроамериканців - 0,2 % — корінних американців |

До двох чи більше рас належало 1,3 %. Частка іспаномовних становила 1,5 % від усіх жителів.
За віковим діапазоном населення розподілялося таким чином: 23,9 % — особи молодші 18 років, 60,9 % — особи у віці 18—64 років, 15,2 % — особи у віці 65 років та старші. Медіана віку мешканця становила 34,1 року. На 100 осіб жіночої статі у місті припадало 87,5 чоловіків; на 100 жінок у віці від 18 років та старших — 83,3 чоловіків також старших 18 років.
Середній дохід на одне домашнє господарство становив 64 019 доларів США (медіана — 49 708), а середній дохід на одну сім'ю — 75 362 долари (медіана — 66 979). Медіана доходів становила 50 734 долари для чоловіків та 36 864 долари для жінок. За межею бідності перебувало 13,3 % осіб, у тому числі 21,2 % дітей у віці до 18 років та 4,1 % осіб у віці 65 років та старших.
Цивільне працевлаштоване населення становило 7758 осіб. Основні галузі зайнятості: освіта, охорона здоров'я та соціальна допомога — 30,8 %, роздрібна торгівля — 16,7 %, фінанси, страхування та нерухомість — 12,6 %.

## Персоналії
- Прісцилла Лейн (1915—1995) — американська акторка.